# Othresypna moltrechti
Othresypna moltrechti är en fjärilsart som beskrevs av Emilio Berio 1958. Othresypna moltrechti ingår i släktet Othresypna och familjen nattflyn. Inga underarter finns listade i Catalogue of Life.